# Isla divina
Isla Divina es el decimotercer álbum de estudio de la artista Gloria Trevi. Se lanzó el 29 de abril de 2022 en todo el mundo bajo el sello de Universal Music Latin.

## Promoción
«Grande», el tema que se convertiría en el primer sencillo del álbum, fue lanzado a dueto con la cantante española Mónica Naranjo el 17 de enero de 2020, el cual debutó en la posición #2 de Billboard en México Español Airplay y España Digital Songs Sales. El tema fue interpretado en vivo por Gloria Trevi durante su presentación en el Premio Lo Nuestro 2021 donde se le otorgó un recononcimiento por 30 años de trayectoria, en un medley que incluía «Pelo suelto», «Cinco minutos», «Todos me miran» y «Gloria». El 27 de febrero de 2021, el tema también fue incluido en el concierto virtual Trevi in da House, en 2022 la RIAA la certificó con un disco de oro por sus altas ventas en Estados Unidos.
Tras la pandemia del COVID-19, grabó el tema «Demasiado frágiles» compuesto por Erika Ender lanzado el 10 de junio de 2020. El tema fue interpretado de manera virtual en la edición de 2020 de los Premios Juventud el 13 de agosto.
El 3 de julio de 2021 sugirió a través de una publicación en sus redes sociales un nuevo proyecto con un personaje animado de nombre "Mamey", que en algún momento se convertiría en la imagen de su próximo sencillo promocional. El 10 de julio, compartió una nueva publicación esta vez en un estudio de grabación con el cantante Guaynaa donde se podía apreciar la canción «Monterrey» de fondo. Fue hasta el 17 de julio y tras varias publicaciones junto al puertorricense que se confirmó su colaboración, revelando la portada del sencillo «Nos volvimos locos», compuesta por Gloria, Guaynaa, Leonel García y el dúo Mau y Ricky. La canción fue estrenada junto al videoclip oficial el 22 de julio de 2021. Los dos artistas interpretaron en vivo la canción en los Premios Juventud 2021 en un veraniego perfomance elogiado por todos los medios de comunicación y los artistas presentes en el evento.
El 21 de octubre de 2021 se estrenó «Ensayando cómo pedirte perdón» como el siguiente sencillo del material discográfico, se convirtió en la canción más escuchada a nivel nacional en México, liderando por dos semanas consecutivas el Monitor Latino.
El 20 de enero de 2022, dio inicio a su gira Isla Divina World Tour, donde incluyó los nuevos sencillos correspondientes al nuevo álbum, así como algunos temas inéditos como «Matemáticas» y «Sube». Ese mismo día fue lanzado el sencillo «La recaída» junto a Timo Núñez. Este tema ganó inmediatamente un gran éxito radial llegando al primer lugar de Monitor Latino en México y Puerto Rico. En las listas de Estados Unidos en Billboard encabezó el México Español Airplay por dos semanas consecutivas y fue interpretado en vivo en los Latin American Music Awards 2022 el 21 de abril.
El 24 de marzo de 2022 fueron revelados el título y la portada del disco a través de nueve publicaciones en su cuenta de Instagram. El 28 de abril de 2022, fue lanzado el videoclip de «Él se equivocó», el mismo día del lanzamiento del álbum.
El 11 de septiembre de 2024, Gloria Trevi lanzó un videoclip para el tema «Sangre Caliente» en conmemoración al mes patrio en México, el cual consiste en un compilado de imágenes tomadas de su gira de conciertos de 2023.

## Crítica
Alex Cordova de la revista Billboard reconoció a Gloria Trevi por su experimentación con diversos ritmos en el disco que van desde el EDM hasta el flamenco, además de las letras con las que sus seguidores pueden identificarse.
Los Ángeles Times se refirió a este como una fuerte carga de música electrónica, trap y ritmos bailables, el álbum de 12 cortes, lanzado bajo Universal Music Latin, es como ir a un club nocturno con Trevi en pleno 2022, una actualización muy bienvenida para quienes gustan cantar sus clásicas como “Doctor psiquiatra”

## Lista de canciones
| Edición estándar |                                    |                                                               |          |  |
| N.º              | Título                             | Escritor(es)                                                  | Duración |  |
| 1.               | «Sube»                             | Gloria Treviño, Marcela De la Garza, José Eduardo Bladinieres | 3:14     |  |
| 2.               | «La recaída» (con Timo Núñez)      | Treviño, De la Garza                                          | 3:17     |  |
| 3.               | «Soy lo que soy»                   | Treviño, De la Garza                                          | 3:19     |  |
| 4.               | «Perfume»                          | Treviño, De la Garza                                          | 3:08     |  |
| 5.               | «Nos volvimos locos» (con Guaynaa) | Treviño, De la Garza, Leonel García                           | 2:56     |  |
| 6.               | «Ensayando cómo pedirte perdón»    | Treviño, García                                               | 3:25     |  |
| 7.               | «Él se equivocó»                   | Treviño, De la Garza                                          | 3:36     |  |
| 8.               | «Justo como eres»                  | Treviño, De la Garza                                          | 3:16     |  |
| 9.               | «Matemáticas»                      | Treviño, De la Garza                                          | 3:00     |  |
| 10.              | «Sangre caliente»                  | Treviño, De la Garza, Milton J Restituyo                      | 3:12     |  |
| 11.              | «Demasiado frágiles»               | Erika Ender                                                   | 3:47     |  |
| 12.              | «Grande» (con Monica Naranjo)      | Treviño, De La Garza, Alcover, Vladimir Muñoz                 | 3:52     |  |